# Mighty Mouse

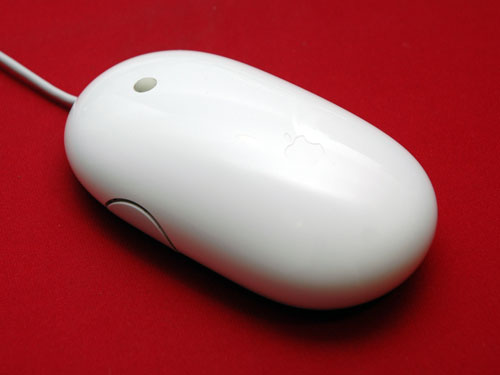
Apple Mighty Mouse

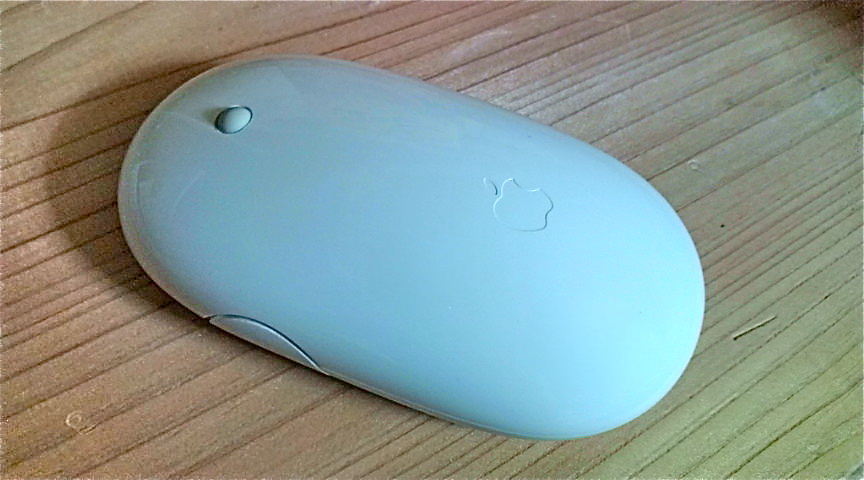
Apple Mighty Mouse ワイヤレス

Mighty Mouse（マイティ・マウス）は、Apple製で、同社初の多ボタンマウスである。コンピュータとはUSB、又はBluetoothによって接続する。後続製品はMagic Mouse。
Mighty Mouseの名称は、Appleが米国のTV局CBS（カートゥーン「マイティマウス」の権利を所持している）からライセンスを得て利用している。

## 発売までの経緯
Macintoshの発売以降、Appleは一貫して「多機能さよりも明快さを最優先する製品」であることの象徴として1ボタンマウスにこだわっていたが、1ボタンマウスでは年々ユーザインタフェースが複雑化しているオペレーティングシステム (OS) やアプリケーションソフトウェアに対応するには限界が見えていた。
Mac OS 8ではControlキーを押しながらクリックすることでコンテキストメニューを呼び出す機能が追加され、Mac OS X以降は2ボタンとホイール機能を持つ他社製マウスを標準でサポートしていたことなどから、Appleによる2ボタンマウスの開発はかねてより噂されており、2005年8月2日のMighty Mouse発表に至った。
また、2006年7月25日にはレーザートラッキングエンジンを採用し、Bluetoothによってワイヤレスで使用できるWireless Mighty Mouseも発売された。
2007年8月7日に各モデルが（MA272J/AとMA086J/Aから）MB111J/AとMB112J/Aへマイナーモデルチェンジ。サイドのクリックボタンがグレーから本体と同色に変わった他、Mac OS X v10.4.8以降の対応となった。
iPad OS13のAssistiveTouchのマウス操作にも対応している。

## 構造

### Mighty Mouse
Mighty Mouseは一般的な2ボタンマウスのように、機械的なスイッチを2つ備えているわけではない。スイッチ自体は1つしかなく、ボディの上部、左右両側に内蔵された静電容量センサーによって左クリック・右クリックを判別している。これは1ボタンマウスとしても利用できるよう、古くからのMacintoshユーザーに配慮した設計を行ったため、このような手法をとっている。通常の場合、左側のみ、又は両側のセンサーに指が触れている場合は、1ボタンマウスのように左クリックとして認識し、右クリックとして認識させる場合には左側のセンサーから指を浮かせた状態で右側のセンサー部分をクリックする必要があり、一般的な2ボタンマウスを使用しているユーザーは注意が必要である。
左右の側面のマウスをつかむ部分に感圧センサーボタンを搭載し、この部分を強く押し込むことでmacOSの機能であるMission ControlやDashboardなどを呼び出すことができる。
また、一般的なマウスには画面のスクロールに利用するホイールが搭載されているが、Mighty Mouseではホイールではなくスクロールボールと呼ばれるトラックボールの一種を搭載しており、それを転がすことによって画面を上下左右にスクロールすることができる。ただし横方向のスクロールはMac OS X v10.4.2以降が必要である（初代のMA086J/Aのみ）。
なおスクロールボールは汚れの付着によって感度が低下する。したがって動きが悪く感じるようなら清掃が必要であり、Appleは「マウスを裏返して持ちながらボールを強く押しつけながら拭くことで、スクロールボール自身の清掃及び内部ハードウェアに溜まった細かいゴミの除去ができる」と説明しているが、これには限界がある事がユーザーから指摘されている。ボール表面だけでなく内部まで完全にきれいにするには分解清掃が必要であるが、現在の構造では再組み立てに接着剤を必要とするなどメンテナンス性において課題が残されている。分解しないでスクロールボールのメンテナンスを行う方法として、両面テープを使用した清掃法がある。また、簡便な方法として、コピー用紙にスクロールボールを押しつけて走らせるとスクロール機能が回復することが報告されている。
このほか、マウスとしてはまれなスピーカー内蔵機器であり、ボタンをクリックしたりスクロールボールを回転させたりなどすると「カチカチッ」といった効果音を再生するようになっている。
対応するOSはMac OS X v10.4.8以降、Windows XPまたはWindows 2000 (MB111J/A)。Windows Vista以降も、BootCamp用ドライバーを用意することで使用可能。

### Wireless Mighty Mouse
Wireless Mighty Mouseは、Bluetoothによってワイヤレスで使用できるワイヤレスマウスであり、Mighty Mouseのワイヤレス版と言える。静電容量センサー、スクロールボール、感圧センサーなどはMighty Mouseと同じであるが、トラッキングエンジンに光学式ではなくレーザーを使用しているのが特徴。
電源は単3形の乾電池、又は蓄電池を二本必要とするが、電池に依るマウスの重量変化などを考慮し、一本でも動作するようになっており、本体裏側のスライド型スイッチ（これはポインティング用レーザーのカバーを兼ねる）に依って未使用時には電源を切ることが可能である。
対応するOSはMac OS X v10.4.8以降（MB112J/A、初代のMA272J/AはMac OS X v10.4.6以降）。USB接続版と違いWindows XP及びWindows 2000はサポートされないので注意が必要である（Bluetoothマウスとして使うこと自体は可能）。